# Причепиловка
Причепиловка (укр. Причепилівка) — хутор, относится к Новоайдарскому району Луганской области Украины. До 7 октября 2014 года относилось к Славяносербскому району Луганской области.
Население по переписи 2001 года составляло 5 человек. Почтовый индекс — 93713. Телефонный код — 6473. Занимает площадь 0,15 км². Код КОАТУУ — 4424583302.

## История
В 2014 году хутор переподчинён Новоайдарскому району.

## Местный совет
93713, Луганская область, Новоайдарский район, с. Крымское, ул. Ленина, 8.